# Alicja Gescinska

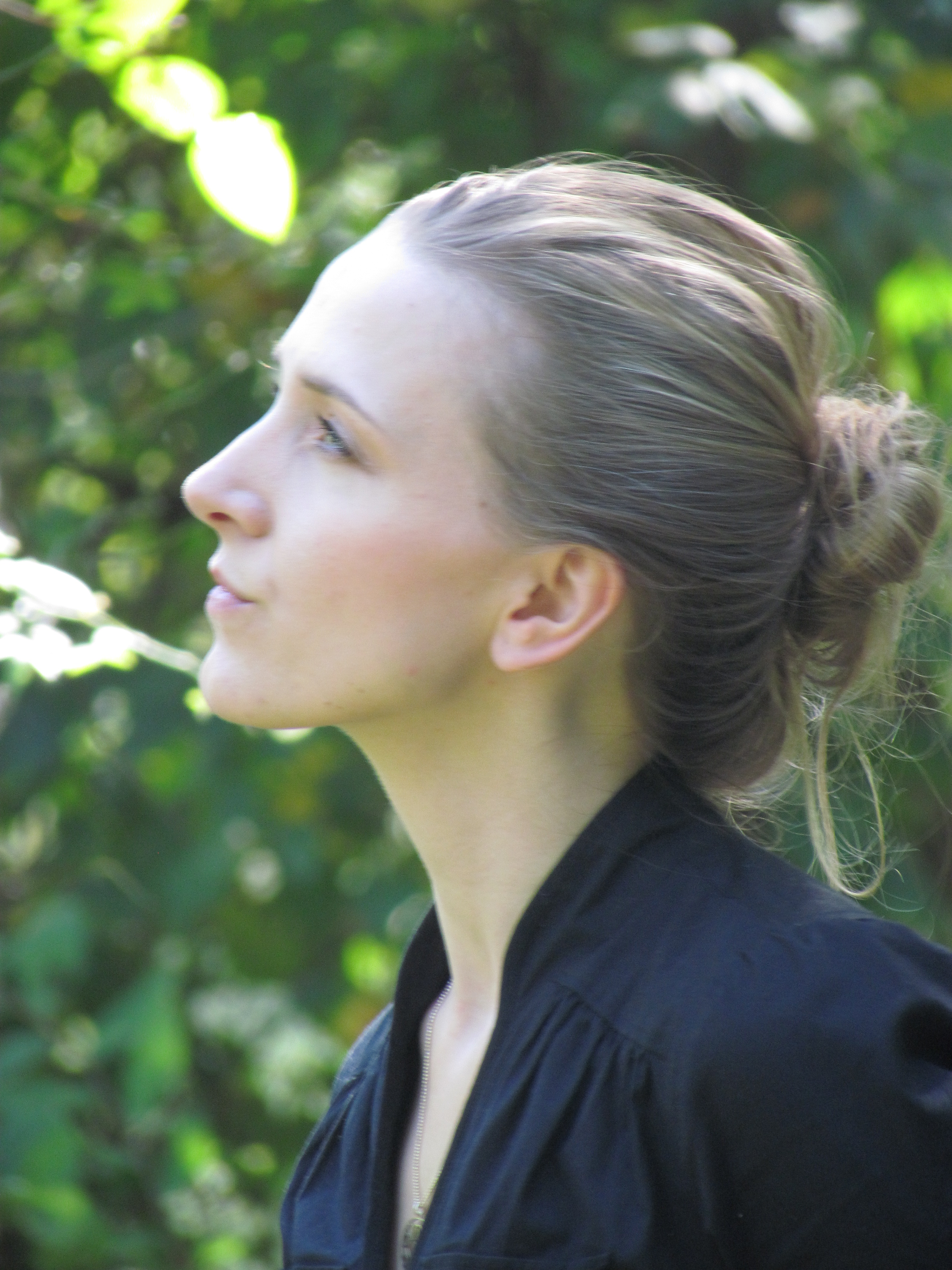
Alicja Gescinska

Alicja Anna Gescinska (* 1981 in Warschau) ist eine polnisch-belgische Philosophin und Forscherin an der Princeton University.

## Leben
Gescinska schreibt Essays, Leitartikel, Kritiken und führt Interviews für verschiedene belgische und niederländische Publikationen. Im Jahr 2011 wurde ihr Buch „De verovering van de vrijheid“ („Die Eroberung der Freiheit“) veröffentlicht. Es wurde als das beste Sachbuch von 2011 bis 2012 durch deMens.nu ausgezeichnet und wurde für mehrere Literaturpreise nominiert.
Sie erwarb einen Doktortitel in Philosophie mit einer Arbeit über die Philosophie von Max Scheler und Karol Wojtyla.
Die zentralen Themen ihrer Arbeit sind die Konzeption der Freiheit und die philosophische Bedeutung des Begriffs „Person“. In einigen ihrer Schriften betont sie die moralische und soziale Bedeutung der Geisteswissenschaften und Kunst. Sie ist Co-Autorin des Buches Europa eine Seele geben und Co-Autorin einer Monographie über Leszek Kołakowski.